# Tasmanian Wilderness
Tasmanian Wilderness è un termine che viene usato per riferirsi al Patrimonio dell'umanità dell'UNESCO situato nel sud-ovest, nell'ovest e nella zona centrale della Tasmania, in Australia.
L'area corrispondente al Patrimonio mondiale dell'umanità è una delle zone protette più grande d'Australia, espandendosi per 13.800 km². Per dare un'idea di quanto sia grande, basti pensare che essa corrisponde a circa il 20% dell'intera superficie dell'isola.
La Tasmanian Wilderness è importante perché è una delle ultime distese selvagge nelle zone temperate del pianeta. Resti preistorici trovati in caverne calcaree testimoniano l'occupazione umana di questa regione per ben più di 20.000 anni.

## Area geografica
I seguenti parchi nazionali e riserve formano la Tasmanian Wilderness Area:
- Parco nazionale del monte Cradle-lago St Clair
- Parco nazionale Franklin-Gordon Wild Rivers
- Parco nazionale Hartz Mountains
- Parco nazionale Mole Creek Karst
- Parco nazionale Southwest
- Parco nazionale Walls of Jerusalem
- Central Plateau Conservation and Protected Areas
- Devils Gullet State Reserve
- South East Mutton Bird Islet